# Ceroctis aurantiaca
Ceroctis aurantiaca is een keversoort uit de familie van oliekevers (Meloidae). De wetenschappelijke naam van de soort is voor het eerst geldig gepubliceerd in 1885 door Fairmaire.